# Hyposidra ruptifascia
Hyposidra ruptifascia là một loài bướm đêm trong họ Geometridae.